# Parachromis friedrichsthalii
Parachromis friedrichsthalii es una especie de peces de la familia Cichlidae en el orden de los Perciformes.

## Morfología
- Los machos pueden llegar alcanzar los 28 cm de longitud total.[2][3]

## Hábitat
Vive en zonas de clima tropical entre 26 °C-30 °C de temperatura.

## Distribución geográfica
Se encuentra en la vertiente atlántica de Centroamérica: río Usumacinta (México), Belice, Honduras y Guatemala.